# Kościół św. Stanisława w Skrzeszewie
Kościół świętego Stanisława – rzymskokatolicki kościół parafialny należący do dekanatu Drohiczyn diecezji drohiczyńskiej.
Budowa obecnej świątyni została rozpoczęta około 1705 roku z fundacji Stanisława Godlewskiego stolnika burskiego, dzięki staraniom jego brata Jana Godlewskiego podkomorzego burskiego i ukończona została w 1733 roku. Kościół został uszkodzony na początku XIX wieku i odrestaurowany został w 1837 roku dzięki staraniom Franciszka Obniskiego posła na sejm: w tym czasie została zbudowana fasada z portykiem. Budowla została odnowiona w 2 połowie XIX wieku i w XX wieku. Świątynia reprezentuje styl barokowo – klasycystyczny i jest orientowana. Kościół jest murowany z cegły i otynkowany. Nawa świątyni jest prostokątna, czteroprzęsłowa, prezbiterium posiada równą szerokość z nawą, jest prostokątne i dwuprzęsłowe: po bokach wschodniego przęsła nawy są umieszczone kwadratowe kaplice pełniące funkcję ramion transeptu: do kaplicy północnej jest dobudowana zakrystia i kruchta. Wewnątrz ściany nawy są rozczłonkowane pilastrami toksańskimi, w nawie podwojonymi, natomiast w kaplicach parzystymi, podtrzymującymi przełamujące się belkowanie. Nawa nakryta jest sklepieniem kolebkowatym z lunetami na gurtach. Kaplice i prezbiterium otwierają się do nawy wysokimi, półkoliście zamkniętymi arkadami. Od zachodu znajduje się chór muzyczny murowany, oparty na szerokiej, półkoliście zamkniętej arkadzie, ujętej z lewej i prawej strony parami pilastrów, z balustradą składającą się ze ślepych, spłaszczonych tralek. Na zewnątrz ściany boczne są rozczłonkowane uproszczonymi pilastrami. Okna są zamknięte łukiem odcinkowym i obustronnie rozglifione. Przed fasadą znajduje się wydatny portyk z czterema kolumnami jońskimi, zwieńczonymi trójkątnym frontem z wieńcem i wstęgami w tympanonie oraz datą 1733. Nad wejściem jest umieszczona tablica informująca o odbudowie świątyni.